# Fronteira
Fronteira est une municipalité (en portugais : concelho ou município) du Portugal, située dans le district de Portalegre et la région de l'Alentejo.

## Géographie
Fronteira est limitrophe :
- au nord, de Alter do Chão,
- à l'est, de Monforte (Portugal),
- au sud-est, de Estremoz,
- au sud, de Sousel,
- à l'ouest, de Aviz.

## Démographie
| 1801  | 1849  | 1900  | 1930  | 1960  | 1981  | 1991  | 2001  | 2004  |
| ----- | ----- | ----- | ----- | ----- | ----- | ----- | ----- | ----- |
| 2 182 | 2 366 | 3 385 | 4 774 | 7 063 | 4 452 | 4 122 | 3 732 | 3 422 |

| 2006  | 2007  | 2008  | 2011  | - | - | - | - | - |
| ----- | ----- | ----- | ----- | - | - | - | - | - |
| 3 286 | 3 240 | 3 200 | 3 410 | - | - | - | - | - |

## Subdivisions
La municipalité de Fronteira groupe 3 freguesias :
- Cabeço de Vide
- Fronteira
- São Saturnino